# Palácio Caldeira de Castel-Branco Barahona
O Palácio Caldeira de Castel-Branco Barahona, também referido simplesmente como Palácio Barahona, localiza-se na freguesia da Sé e São Lourenço, na cidade e município de Portalegre, distrito de mesmo nome, em Portugal.
Situa-se no atual Largo Serpa Pinto, dando o seu jardim para o castelo, que também integrava o património da família Caldeira de Castel-Branco.
Nele está atualmente instalado o Arquivo Distrital de Portalegre.
Foi classificado como Imóvel de Interesse Público em 1982.

## História
Foi construído em 1800 por João Zuzarte Cid, sendo posteriormente adquirido pela família Caldeira Castelo Branco (Castel-Branco).
Foi residência da família e descendência de D. Francisco Cordovil Caldeira de Castel-Branco, fidalgo cavaleiro da Casa Real e Comendador da Ordem de Cristo, filho segundo da casa dos senhores destes apelidos, cujo primitivo solar era o palácio brasonado da Rua da Figueira, em Portalegre, e de sua esposa D. Maria José de Barros Castelo-Branco Barba Mouzinho e Mattos, senhora de vários morgadios e representante da família Barba Mouzinho e Mattos, de Castelo de Vide e Marvão.
Neste palácio nasceram, entre outros, D. Maria Ana de Mesquita Marçal Cary Rebelo Palhares Caldeira Castel-Branco, viscondessa de Alter pelo casamento com seu primo D. António Mendo Caldeira de Castel-Branco Cotta-Falcão; Inácio Cardoso de Barros Castel-Branco Barba Mouzinho e Mattos, D. Maria Inês de Barahona Caldeira de Castel-Branco, esposa do Almirante João António de Azevedo Coutinho Fragoso de Sequeira (avós de D. Manuel de Almeida e Noronha de Azevedo Coutinho - 10º Marquês de Angeja, 13.º Conde de Vila Verde, 5.º Conde de Peniche, 4.º Visconde de Andaluz, etc..) e a Marquesa D. Maria do Carmo Zuzarte de Sárrea Caldeira de Castel-Branco, esposa de D. António Pedro Maria da Luz de São Paio Melo e Castro Moniz Torres e Lusignan, 3º marquês e 7º conde de São Paio.
O palácio manteve-se na propriedade da família até meados da década de 1980, momento em que a família se viu na contingência de o vender, mal-grado a destruição a que foi votado com as violentas ocupações da Revolução dos Cravos.
Neste edifício está instalado, desde 1993, o Arquivo Distrital de Portalegre, organismo dependente do Instituto dos Arquivos Nacionais/Torre do Tombo.

## Características
É um exemplar de arquitectura civil neoclássica com notórias afinidades com o Palácio da Brejoeira, apresentando a frontaria ladeada por torreões encimados por platibanda com balaústres e um corpo central saliente, ladeado de pilastras almofadadas e encimado por frontão curvo. Na fachada ostenta uma pedra de armas dos Mattos, de lavra seiscentista.